# 空襲

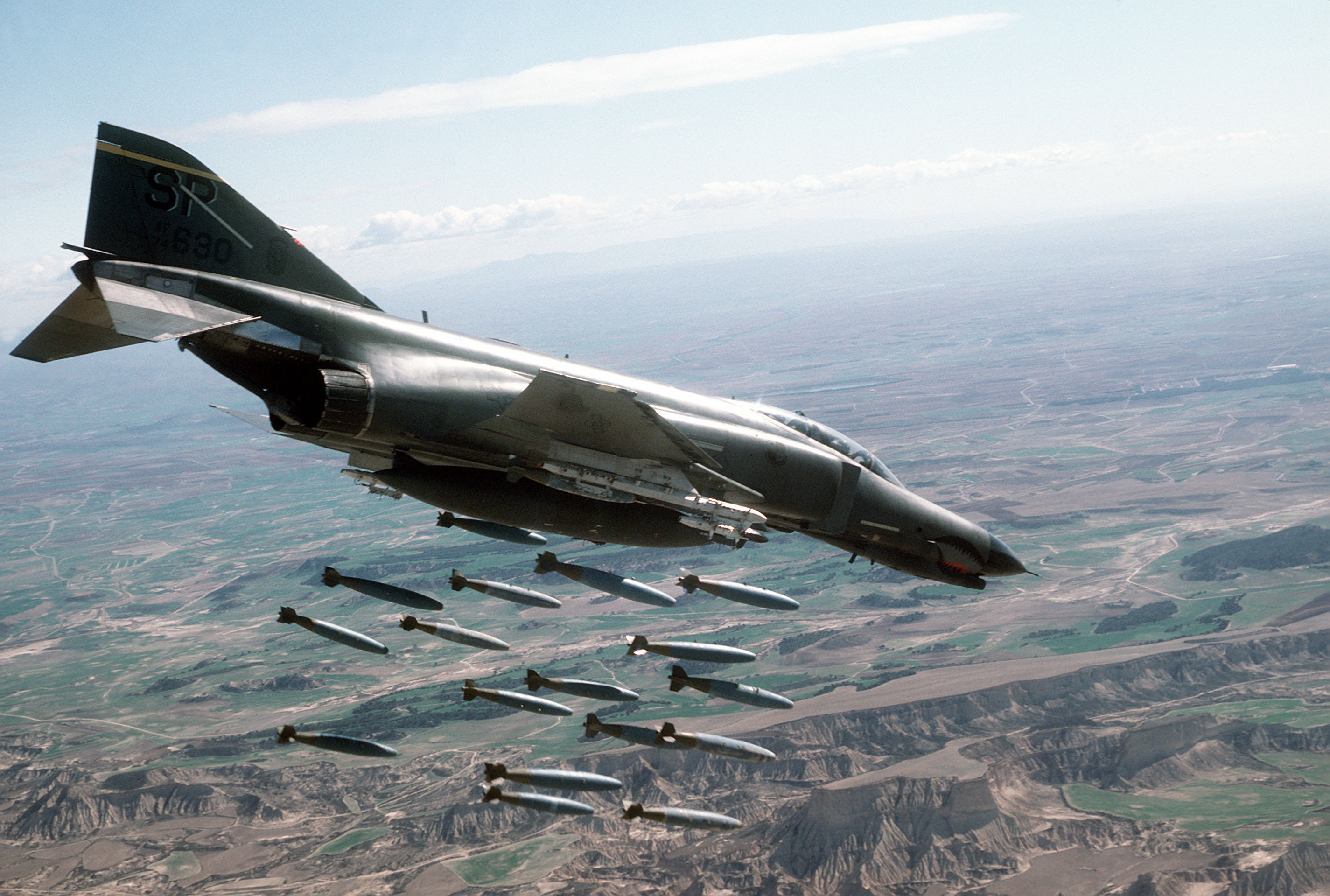
アメリカ軍のF-4Eによる空爆。

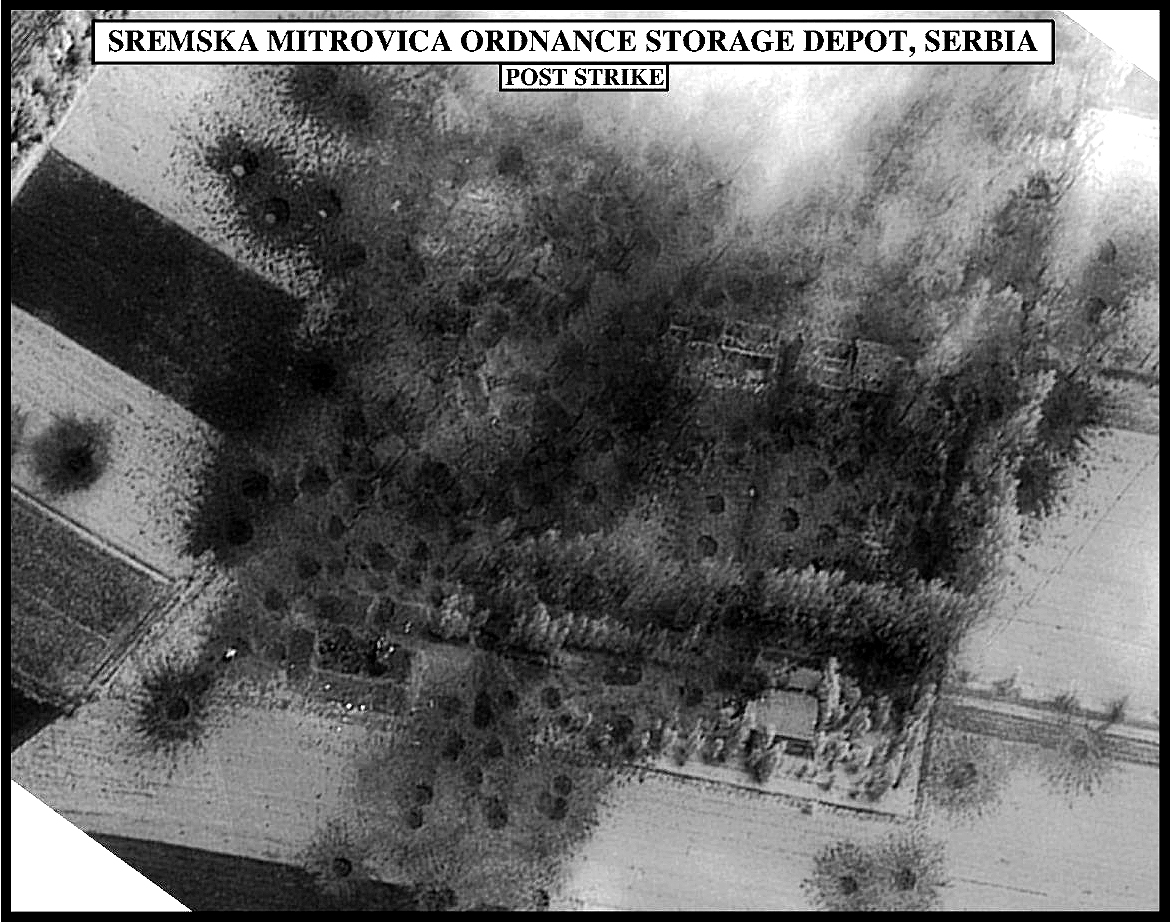
コソボ紛争で空爆を受け破壊された建造物

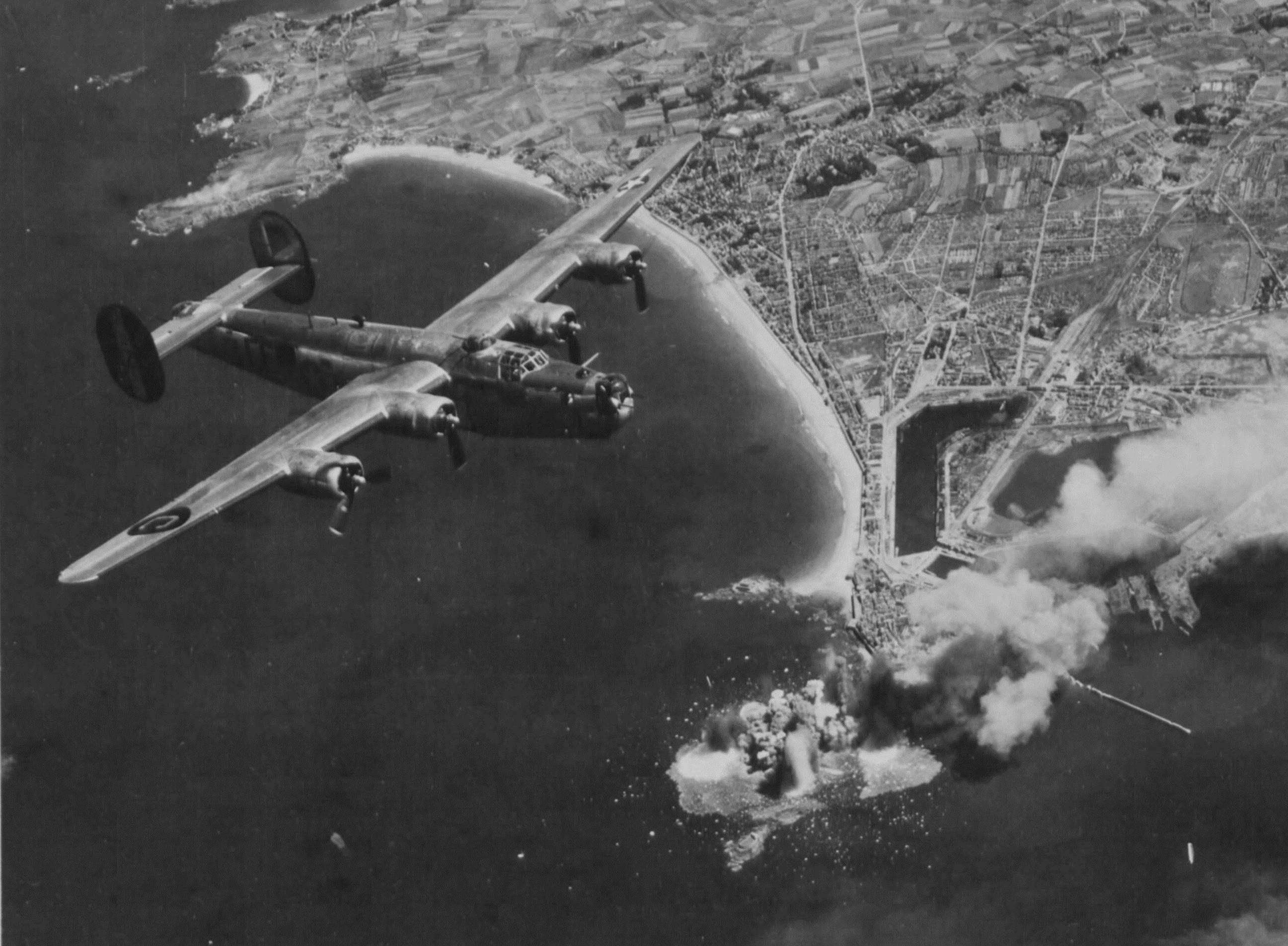
アメリカ軍によって空爆されるフランスのサン・マロ

空襲（くうしゅう、英: Air-raid）または航空攻撃（英: Airstrike）は、空中から目標に対して爆弾や無人機を投下したり、機銃掃射などを行うことである。一方、地上や海上から発射される巡航ミサイルや弾道ミサイルによる攻撃は、空襲には含まれない。

## 種類
航空作戦において空襲という用語は戦略的、作戦的、戦術的な局面にわたって幅広く使用される。日本では、空襲と同じ意味で、または空中爆撃の略称として空爆という用語が使用されることがある。近年はマスメディア等で多く使用され定着している。

### 爆撃
空襲の主な方法に爆撃がある。爆撃は目的によって「戦術爆撃」と「戦略爆撃」に区別される。「戦術爆撃」が、戦場で敵の戦闘部隊を叩いて直接戦局を有利にすることを目的とするのに対し、「戦略爆撃」は、戦場から離れた敵国領土や占領地を攻撃する場合が多く、工場や港、油田などの施設を破壊する「精密爆撃」と、住宅地や商業地を破壊して敵国民の士気を喪失させる「都市爆撃」とに分けられる。 「都市爆撃」は、「無差別爆撃」「恐怖爆撃」「地域爆撃」などさまざまに呼ばれ、「無差別爆撃」という呼び名が最も普及している。
爆撃には専用の航空爆弾や爆弾投下装置、照準器、爆撃機などさまざまな装備が使用される。爆撃の戦術も、水平爆撃、急降下爆撃、緩降下爆撃、反跳爆撃など多数存在する。航空機で目標に体当たりする航空特攻という方法もある。
艦船に対する空襲で用いられたのが、航空魚雷を使用した雷撃である。水線下に損害を与えられる空襲の方法として第二次世界大戦中は有力であったが、空対艦ミサイルに取って代わられた。戦略爆撃の一環として、港湾や航路の封鎖を企図して機雷を投下して海運による物流を麻痺させる方法もある。
航空機に装備するロケット弾やミサイルの技術が進むと、空襲の手段として利用されるようになった。無誘導のロケット弾は、複数をロケット弾ポッドの形で航空機に搭載することが多く、戦術目標に対する近接航空支援などに用いられる。攻撃ヘリコプターが搭載する対戦車ミサイルによる空襲は、対戦車兵器として極めて有力な存在である。空中発射式の巡航ミサイルを使用しての攻撃は、命中精度が相当に高い一方で、有人の母機が反撃を受ける危険が爆撃よりも小さい利点がある。対艦攻撃手段としても各種の空対艦ミサイルが用いられる。

### その他
爆撃と並んで古くから用いられてきたのが、航空機搭載の機関銃で地上目標を攻撃する機銃掃射である。空対空戦闘用に装備された機関銃をそのまま流用して攻撃を行うことができ、車両や人間などの小型の移動物体に対する簡便な攻撃手段として使用されてきた。地上への機銃掃射を重視した攻撃機・攻撃ヘリコプターもある。機関銃や機関砲にとどまらず、より大口径の大砲までを航空機に搭載した例もある。75mm砲を積んだB-25、榴弾砲を積んだガンシップの一種などがある。
相手国民の戦意や兵士の士気喪失を狙ったプロパガンダとして伝単（宣伝ビラ）投下もある。

### ビデオ
- 米国AH-64 アパッチの空襲 、イラク武装勢力を撃つ（2004年）[3]
- AH-64 アパッチ 対ターリバーン、アフガニスタン

## 歴史

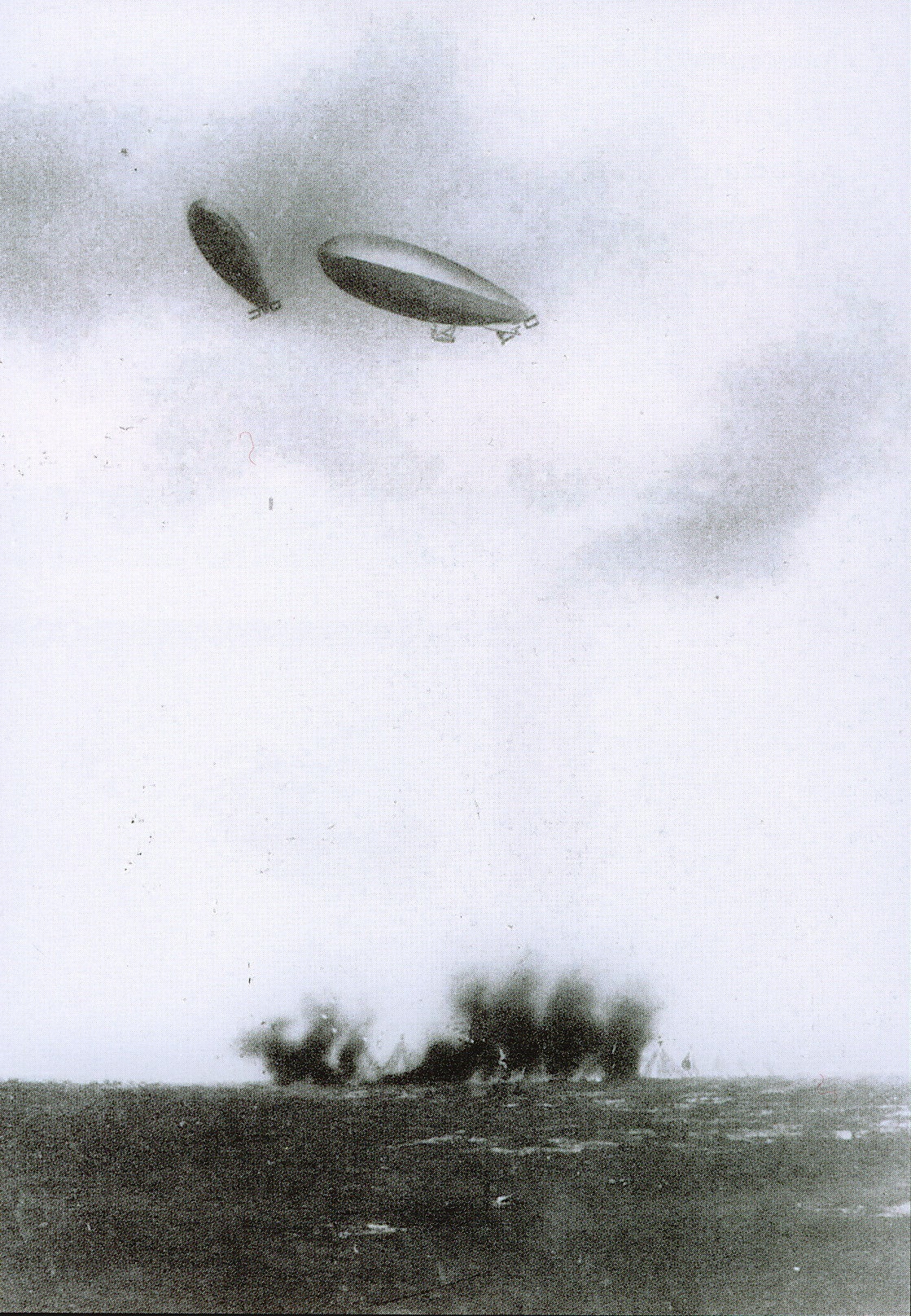
イタリア陸軍航空隊による世界初の航空爆撃（1911年）

第一次世界大戦以前から気球や飛行船、初期の航空機が軍事作戦に投入され始めた。遠方まで見通せることを利用して地上作戦に協力するための偵察や捜索、指揮の連絡、砲兵協力が中心であったが、爆撃も試みられている。ただ、これらはまだ航空戦略、航空戦術には値しないものだった。
1849年、オーストリア帝国がヴェネツィアを気球と風船爆弾で攻撃したのが史上初の爆撃である。1871年にはパリコミューンに対してフランス政府が気球から伝単を投下して降伏を迫っている。
バルカン半島と北アフリカでの植民地戦争からイタリアがトルコ領リビアの植民地化を目指して発生した伊土戦争で、イタリアは9機の飛行機と2機の飛行船を派遣し、飛行機を戦争の兵器として実戦で初めて使用し、1911年10月26日、伊軍の飛行機が手榴弾を投下し、これが飛行機による史上初の空爆となった。この空襲はトルコ・アラブの拠点に対して続けられ、11月6日にイタリア参謀本部は「爆撃はアラブに対して驚異的な心理的効果をあげた」と報告した。1912年から1913年にかけて発生したバルカン戦争では、ブルガリアが22ポンド爆弾を開発して本格的な都市爆撃を行った。

### 第一次世界大戦
1914年、第一次大戦が開始すると爆撃は逐次試みられた。ドイツ機による1914年8月30日のパリ爆撃（爆弾の投下）、1915年の飛行船での爆撃、1917年の英本土爆撃が行われ、それに対しイギリス、フランスも報復爆撃を行った。1915年後半になると飛行機に戦闘機、爆撃機という分科機能が現れた。
日本による最初の爆撃は、1914年9月青島の戦いにおいて海軍のモーリスファルマン式4機で青島市街に対して行われた。陸軍からも青島派遣航空隊が出動し、陸海による地上部隊援護、空中偵察が行われ、9月27日に日本陸軍で最初の空爆がドイツ艦艇に対して実施された。命中はしなかったが、心理的効果があった。
1916年のヴェルダンの戦いでフランス軍は機関銃射撃、爆弾投下でドイツ軍の行軍縦隊、予備隊などを攻撃し戦果を上げた。これによって低空からの対地攻撃など偵察機、駆逐機で歩兵の突撃を支援する航空戦術が広がる。
イギリス空軍参謀長ヒュー・トレンチャードは独立した爆撃機集団の必要を各界に説き、次の戦争に生き残るためにイギリスに必要なのは「敵の銃後を破壊するための強力な爆撃機集団。敵住民の戦意と戦争継続の意思を低下させるための爆撃機による攻撃」だと主張した。1919年、トレンチャードは、植民地の法と秩序は在来の守備隊よりも機動力の優れた空軍によるほうが安上がりで効果的に維持できるという旨を述べて、植民地での使用の経済的効果にも注目した。1920年、イラクがイギリスに委任統治されることが伝わるとイラクで反乱が発生、その鎮圧が始まり、1921年3月に英植民相チャーチルのもとカイロ会議が開かれる。その席上で、トレンチャードはイギリス空軍（RAF）がイラクでの軍事作戦を統括すること、作戦軍の主力を空軍とすることを正式に提案した。反乱に対しRAFが4個飛行中隊を派遣して鎮圧に貢献したこともあるが、トレンチャードの提案が歓迎されたのはそれ以上に、「空からの統治」が安上がりで済むと信じられたためであった。提案は採用され、1922年10月1日イラクにおける軍権は正式にRAFに渡ってイギリス陸軍は撤退して、RAFに属する8個航空部隊と4個装甲車連隊が守備軍となった。後にトレンチャードはケニア、ウガンダなどアフリカ植民地でもRAFが防衛の責任を持つことを提案した。こうして、「空からの統治」は、東アフリカからインド、ビルマに至るまで、イギリスの植民地支配の恒常的な手段となった。納税拒否のような非協力的な行為にも空軍が出動して懲罰作戦を行った。
1921年、航空戦力の本質を攻勢とし空中からの決定的破壊攻撃を説いたジュリオ・ドゥーエ（イタリア）の『制空』が発刊され、世界的反響を生んだ。ドゥーエやウィリアム・ミッチェルに代表される制空獲得、政戦略的要地攻撃を重視するには戦略爆撃部隊の保持が好ましく、1930年代には技術的にも可能となり、列強は分科比率で爆撃機を重視するようになった。
スペイン内戦の1937年4月26日、スペイン北部・バスク州の小都市ゲルニカがフランコ将軍を支援するナチスのコンドル軍団によって空爆（ゲルニカ空襲）を受けた。これは焼夷弾が本格的に使用された最初の空襲となり、世界初の無差別爆撃でもあった。日中戦争では、1937年8月に日本軍による渡洋爆撃が行われ、1938年-1943年まで継続的に重慶爆撃も行われた。

### 第二次世界大戦

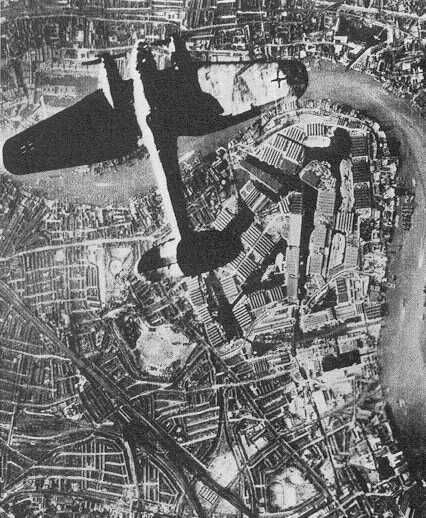
ドイツ軍によるロンドン空襲（1941年）

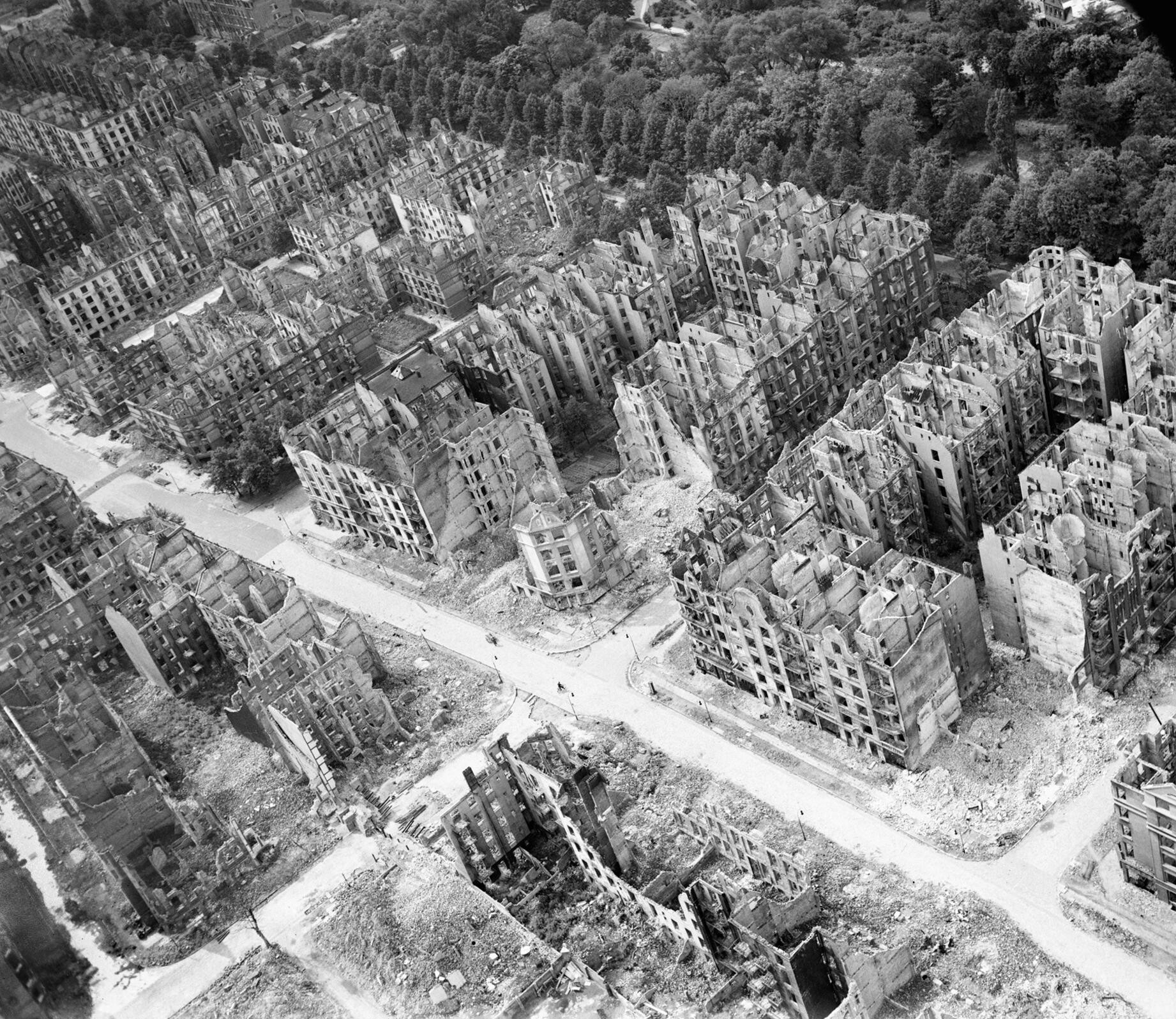
アメリカ・イギリス軍による空襲後のハンブルク（1944年または1945年撮影）

1939年に第二次世界大戦が始まると、イギリス空軍参謀部が「いまや作戦の目標は敵の非戦闘員、特に工場労働者の戦意に集中されるべきである」とするなど、この時期イギリス空軍関係者の多くは敵都市の物理的破壊が勝利のカギという思想を共有するようになった。1942年3月から焼夷弾を中心とする都市破壊爆撃の実験をドイツのリューベック、ロストックに対して行い、ドイツも報復として1942年4月からベデカー爆撃を行った。しかし、爆撃機軍団司令官アーサー・ハリスはさらに野心的な空爆を計画した。単一の都市に一時間半にわたり1000機もの爆撃機をなだれこませ、都市防衛―対空砲火だけでなく消防や救護活動をも無力化し、爆弾と焼夷弾を集中して焼き払うというアイデアである。飛行機には容量の許す最大限の焼夷弾を積み、2400メートルの高度から落とす。発生する火災現場に後から駆けつける消防夫をその時点で殺傷するために遅発性の信管をつけた11キロ爆弾を混ぜるなどの発想が試みられた。
1943年8月27日、米陸軍航空軍司令官ヘンリー・アーノルドは日本敗北のための空戦計画を提出し、日本都市の産業地域への大規模で継続的な爆撃を主張した。その中で焼夷弾の使用に関しても言及していた。第二次世界大戦末期の1945年、アメリカはドレスデン爆撃で無差別爆撃を行い、日本本土空襲では精密爆撃から無差別爆撃まで焼夷弾の使用も含む爆撃を継続的に実施した他、バンコク空襲など、アジアの枢軸国タイ王国においても200回以上の空襲が実施された。アーノルドは終戦をキーワードに空襲を人道的な攻撃として説いていた。国防総省首席研究官ジョン・ヒューストンによれば、「アーノルドにとって東京空襲自体は重要なことではなく、空爆がいかに戦争終結に役立ったかを見せつけることが重要で、理由は独立空軍の悲願を達成するためにB-29の活躍で戦争を終結させたかったからだ」と指摘している。原子爆弾投下を目的とした第509混成部隊は、原爆投下で行う予定の単機による高空からの一発の爆弾投下を日本人に慣れさせるため、7月20日の東京空襲を初めとして、原爆投下予定地となっていた広島、京都、小倉以外で自由に爆撃することを許された。そして8月6日に広島市、8月9日に長崎市で原爆を投下し、世界史上初の核兵器による爆撃が実施された。

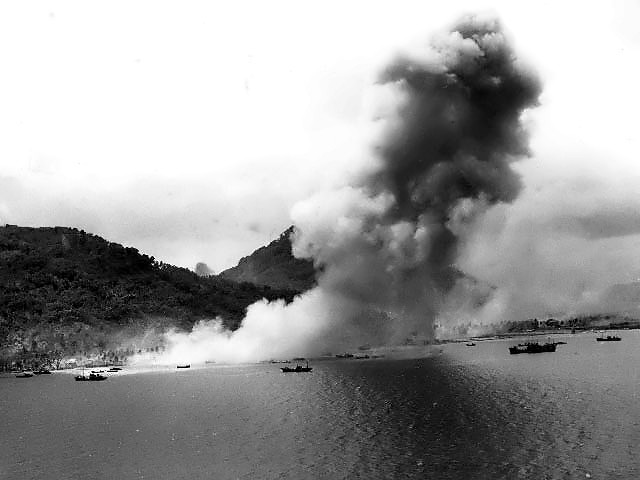
アメリカ軍によるトラック島空襲（1944年）
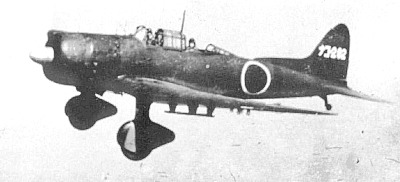
日本海軍の急降下爆撃機、九九式艦上爆撃機

### 大戦以降

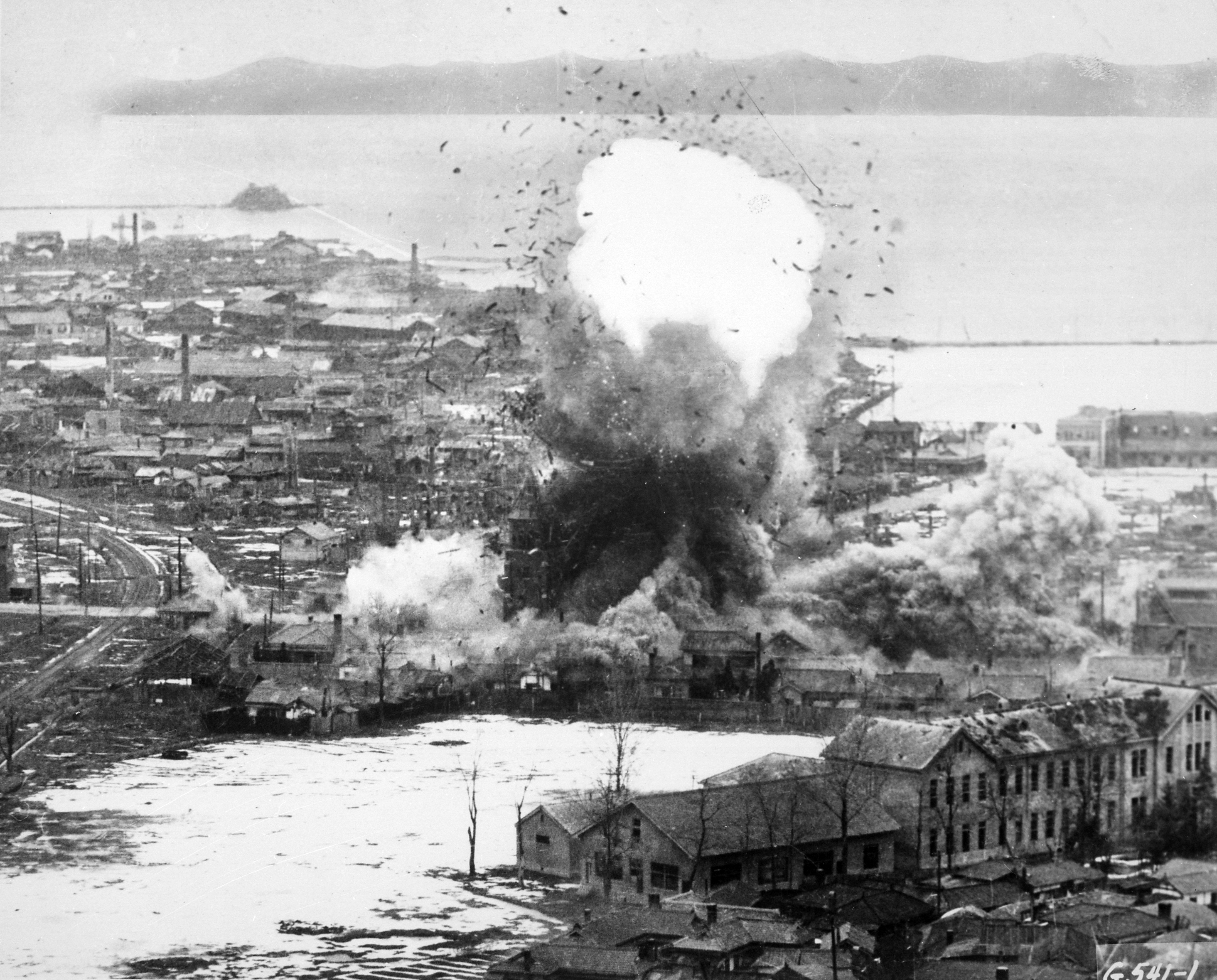
1951年頃、米軍B26爆撃機の攻撃を受ける元山港。朝鮮戦争。

1950年6月に始まった朝鮮戦争において、米空軍はB-29による絨毯爆撃を実施した。
1962年から1971年にかけてベトナム戦争において米空軍はベトコンが潜む森林を失わせ、同時に食料を奪う目的でベトナム共和国の農村部に枯葉剤を散布するランチハンド作戦を実施している。
巡航ミサイルの開発により、航空機による攻撃だけではなくミサイルによる攻撃も多用される。特に開戦第一撃においては敵の防空システムが稼動している中での作戦となるため、味方の損害を極小化するために巡航ミサイル攻撃が多用される。その段階においての主要攻撃目標は後に続く航空機による損害を減少させるために、まず敵防空システムの破壊および組織的抵抗力を減少させるための指揮通信系統の破壊となる。
無人機を使用した攻撃も行われるようになった。2022年に勃発したロシア・ウクライナ戦争ではロシアが都市へのドローン攻撃を多数実施した。
航空攻撃は、各国の安全保障上、陸戦、海戦を決定的に左右し、優勢に戦局を運ぶことができるため、最も重要な作戦のひとつに位置づけられ、戦争における航空機の比重は高まる一方である。また、低強度紛争への介入においても、航空攻撃は自軍の犠牲や負担を少なくして相手にダメージを与える方法として、多用される傾向がある。心理作戦としての性格もあるが、旧来のような無差別爆撃は世界の世論から批判を浴びることも多くなった。
日本の現在の防衛政策としては、敵地攻撃は専ら日米安全保障条約に基づく米軍の役目と位置づけられているので、自衛隊のその能力は限られている。

## 有名な空襲
- ゲルニカ爆撃（1937年）
- 重慶爆撃（1938 - 1941年）

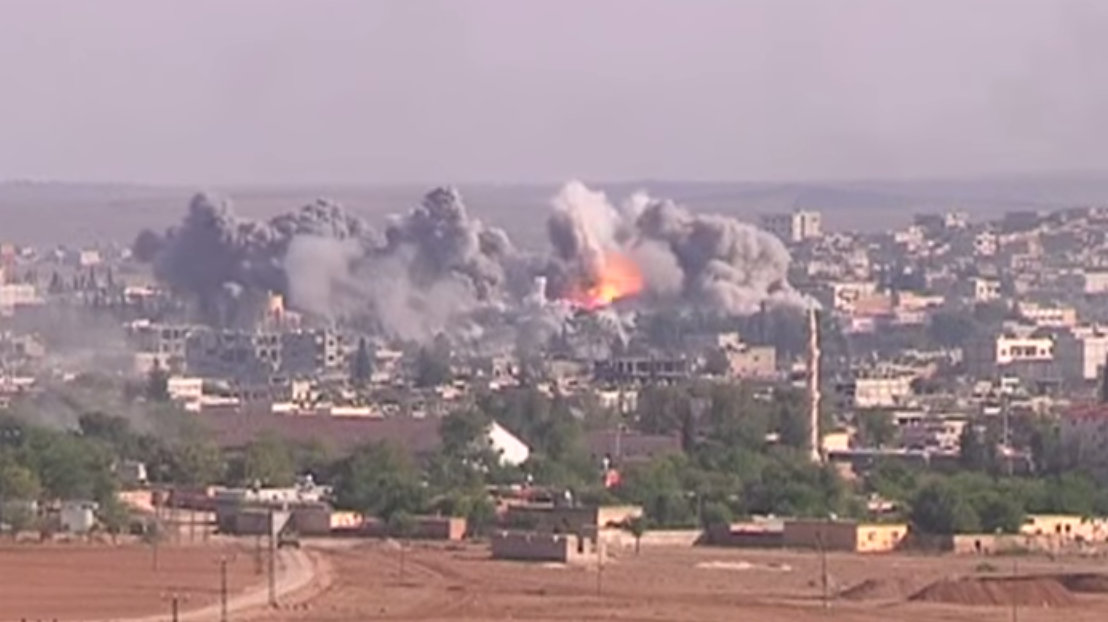
コバニのISIL拠点の空爆。コバニ包囲戦（2014年10月22日）

- バトル・オブ・ブリテン（1940 - 41年）
- タラント空襲（1940年）
- 真珠湾攻撃（1941年）
- ドーリットル空襲（1942年）
- タイダルウェーブ作戦（1943年）
- チャスタイズ作戦（1943年）
- ハンブルク空襲（1943年）
- ドレスデン爆撃（1944年）
- 東京大空襲（1944 - 45年）
- 広島原爆・長崎原爆（1945年）
- ローリング・サンダー作戦（1965年 - 1968年）
- ラインバッカー作戦（1972年）
- イラク原子炉爆撃事件（1981年）
- ブラック・バック作戦（1982年）
- リビア爆撃（1986年）
- 湾岸戦争（1991年）
- アフガニスタン紛争（2001年）
- シリア内戦（2011年 - ）
- ロシアによるウクライナ侵攻 (2022年 - )
- 2023年パレスチナ・イスラエル戦争 (2023年 - )